# M (comics)
Pour les articles homonymes, voir M.
M est un personnage de bande dessinée de l'univers Marvel Comics. C’est une antihéroïne. Elle a fait partie de Generation X, équipe de super-héros affiliée aux X-Men. Elle apparaît pour la première fois dans Uncanny X-Men #316 (1994). Elle fait aujourd'hui partie de l'X-Corporation Paris.

Ce personnage a été créé par Scott Lobdell et Chris Bachalo.

## Biographie fictive
Monet nait à Sarajevo en Yougoslavie alors que ses parents, riches ambassadeurs d'Algérie à Monaco, étaient en vacances à la neige. Lorsque ses pouvoirs apparaissent, son père la traine de spécialiste en spécialiste afin de la « guérir ». 
Bien plus tard, son frère ainé, Marius (Emplate (en)), un mutant ayant voyagé dans différentes dimensions, lui propose de conquérir le monde avec lui. Cependant, Monet le rejeta avec mépris et Marius la piégea par magie sous la forme d'une créature muette à la peau rouge et aiguisée comme un diamant: Penance, tandis que ses deux petites sœurs, Nicole et Claudette occupent son corps. C'est sous la forme de Penance que Monet intègre Generation X. Elle retrouve par la suite son vrai corps et son père l’envoie alors dans un pensionnat en Suisse. Monet quitte donc brièvement l'équipe. Mais le directeur de sa nouvelle école est un vampire, et après l'avoir démasqué elle réintègre Generation X et vit une idylle avec Synch avant que celui-ci ne se fasse tuer par Adrienne Frost. 
À la dissolution de Generation X, Monet part vivre à Alger avant d'être rappelée par Le Hurleur pour intégrer son X-Corps. Mais le X-Corps est vite démantelé à la suite de la trahison de Mystique et Monet intègre alors le X-Corporation Paris. Elle participe alors à plusieurs missions aux côtés des X-Men comme lors du combat contre Black Tom Cassidy, ou du sauvetage dans le tunnel sous la Manche.
À la suite du M-day, Monet fait maintenant partie de l'équipe X-Factor Investigations, une agence de détectives privés fondée par Jamie Madrox.
Après l'incident Hell on Earth qui a mis fin à X-Factor, Monet s'est retrouvée à la "Jean Grey School for Higher Learning" comme une sorte de retraite de la vie de super-héros et pour se détendre de sa mort et de sa renaissance récentes. Elle a officiellement rejoint la nouvelle équipe X-Men de Tornade.
À la suite de la crise M-pox, Monet a rejoint le Club des Damnés et, lorsque Magneto a été invité à faire partie du cercle intérieur, Monet était là pour le rencontrer. Plus tard, elle est également devenue membre de sa nouvelle équipe de X-Men. Elle a développé une relation étrange avec Dents-de-Sabre, qu'elle taquinait fréquemment.

## Pouvoirs
Monet possède une force, une agilité, une vitesse, une endurance, une ouïe, des réflexes et une invulnérabilité surhumaine, elle peut voler, elle a des dons télépathiques qui lui permettent de communiquer et de contrôler les esprits, enfin elle possède une vision nocturne et télescopique et est hyper-intuitive. 

Elle serait, d'après Phalanx, le plus puissant individu de sa génération.

## Apparitions
Liste non exhaustive
- Cable
- Excalibur (2nd series) #5
- Generation X #1-14, 25, 29, 31-43, 45-53, 55-58, 60-72, 74-75
- Generation X '95 Annual, '97 Annual, '99 Annual
- New X-Men #128-130
- Uncanny X-Men #316, 317, 388, 403-406, 410-412
- Wolverine (vol. 2) #141
- X-Man #50
- X-Men #38
- X-Men Unlimited #20
- X-Treme X-Men #24

## Apparitions dans d'autres médias
Le personnage apparaît dans le téléfilm Generation X en 1996, sous les traits de l'actrice Amarilis (en).